# いつかの、いくつかのきみとのせかい
「いつかの、いくつかのきみとのせかい」は、fhánaの楽曲。林英樹が作詞、佐藤純一が作曲を手掛けた。fhánaの4枚目のシングルとして2014年4月30日にLantisから発売された。

## 背景
本曲は、テレビアニメ『僕らはみんな河合荘』のオープニングテーマに起用された。佐藤が頭の中で考えたものを彼がプロデューサーに鼻歌を披露し、その後メンバーにデモを渡したが、サビ直前やDメロがビートルズのようであるためジョージ・ハリスン風のギターを意識したという。
なお今回は音色を少なくしたり「シンプルに聴かせる」ことを課題としているため電子音を減らしたり、Aメロなどに使われていたシーケンス風の音をイントロのみに限定する試みをしている。ちなみにボーカルのtowanaは、メールを受け取った際、感動で涙が溢れ出たという。
タイトルは『河合荘』原作単行本第4巻の表紙でヒロインの河合律が手にしている本のタイトルから付けられている。これについて原作者の宮原るりは「本のタイトルは特に何も考えずに付けた」とコメントしている。

## 音楽性
春を彷彿とさせるミドルテンポの柔らかなラヴ・ソングで、リバプールとマンチェスターの雰囲気にオルタナの要素も加味されているという。ちなみにDメロはビートルズやOASISのようであるという。歌詞は同アニメの主人公である宇佐和成の、ヒロインである河合律に対する気持ちが反映されている。
PVはメンバー全員が食事をしたり楽器を演奏するfhána版『河合荘』とも言える内容で、テロップのような形で表示される歌詞がその世界観を後押ししている。
シングルの3曲目には、当曲をGalileo Galileiがリミックスしたバージョンが収録されている。  

## シングルリリース
2014年4月30日にLantisから発売された。fhánaのシングルとしては前作「divine intervention」から約3か月ぶりのリリースとなる。ジャケットには律と和成が描かれている。
2曲目「ARE YOU SLEEPING?」は、河合律の宇佐和成に対する気持ちが反映されたシューゲイザー調の曲。

## シングル収録内容
| 全作詞: 林英樹。 |                                                                          |           |                 |                 |      |
| #                | タイトル                                                                 | 作詞      | 作曲            | 編曲            | 時間 |
| 1.               | 「いつかの、いくつかのきみとのせかい」                                   | 林英樹    | 佐藤純一        | fhána           | 4:06 |
| 2.               | 「ARE YOU SLEEPING?」                                                    | 林英樹    | kevin mitsunaga | fhána           | 5:44 |
| 3.               | 「いつかの、いくつかのきみとのせかい」(Galileo Galilei "dog bass" Remix) | 林英樹    | 佐藤純一        | Galileo Galilei | 4:13 |
| 4.               | 「いつかの、いくつかのきみとのせかい」(Instrumental)                     | 林英樹    |                 |                 | 4:06 |
| 5.               | 「ARE YOU SLEEPING?」(Instrumental)                                      | 林英樹    |                 |                 | 5:43 |
| 合計時間:        | 合計時間:                                                                | 合計時間: | 合計時間:       | 23:52           |      |

## チャート
| チャート（2014年）                                 | 最高位 |
| -------------------------------------------------- | ------ |
| オリコン                                           | 41     |
| Billboard JAPAN Hot 100                            | 57     |
| Billboard JAPAN Hot Singles Sales                  | 37     |
| Billboard JAPAN Top Independent Albums and Singles | 14     |

## カバー
- 白菊ほたる（天野聡美）、鷹富士茄子（森下来奈） - ゲーム『アイドルマスター シンデレラガールズ スターライトステージ』収録曲として2020年10月14日に追加。